# وتد
الوتد (الجمع: أَوْتَاد) هو ما تثبت به الخيمة في الأرض، ويكون من خشب أو من حديد.
والوتد ما ثبت في الأرض، أو في الحائط، من خشب أو حديد ونحوه ، لدعم سور أو تثبيت خيمة أو ربط حيوان.

## معرض صور

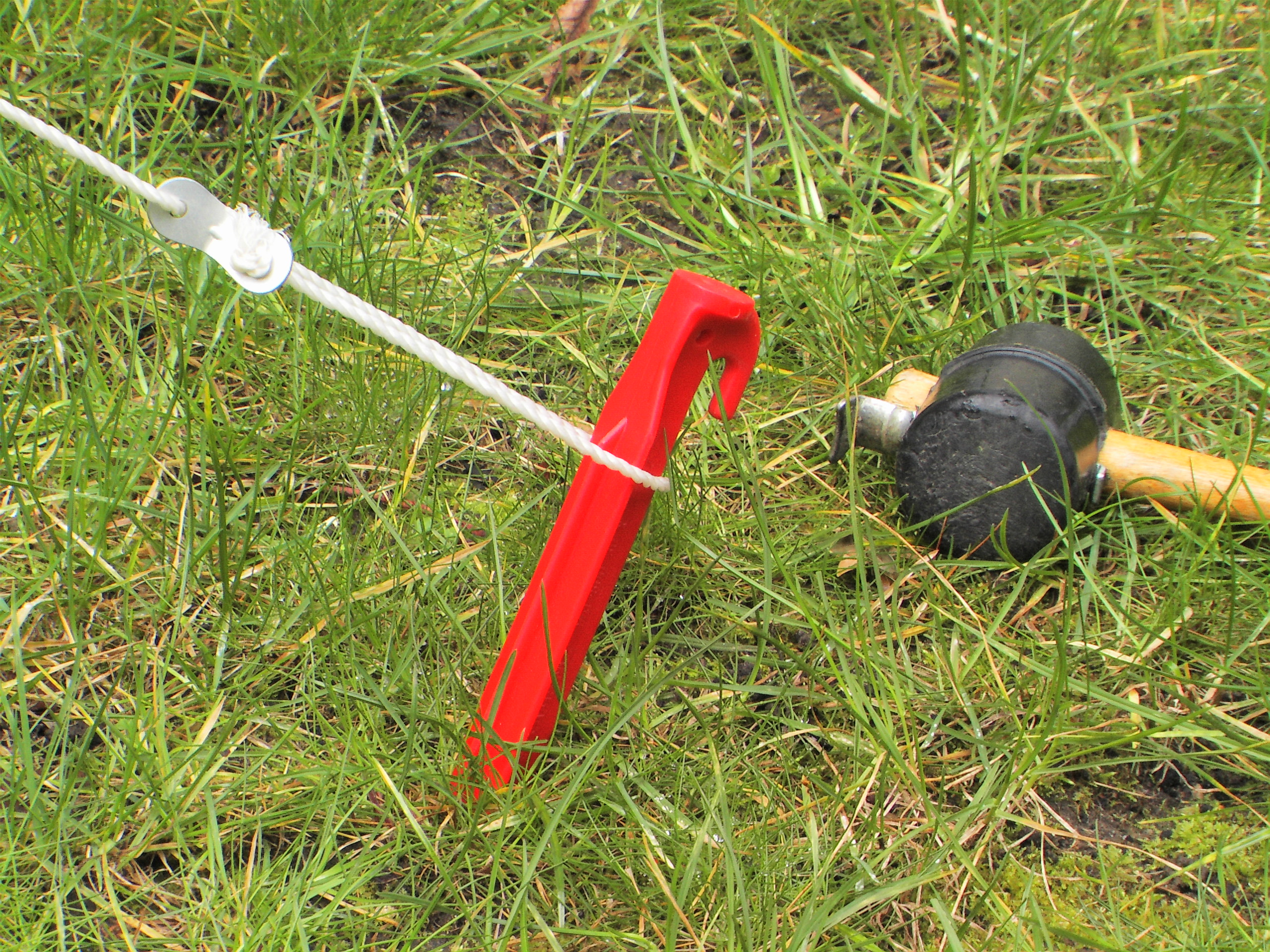
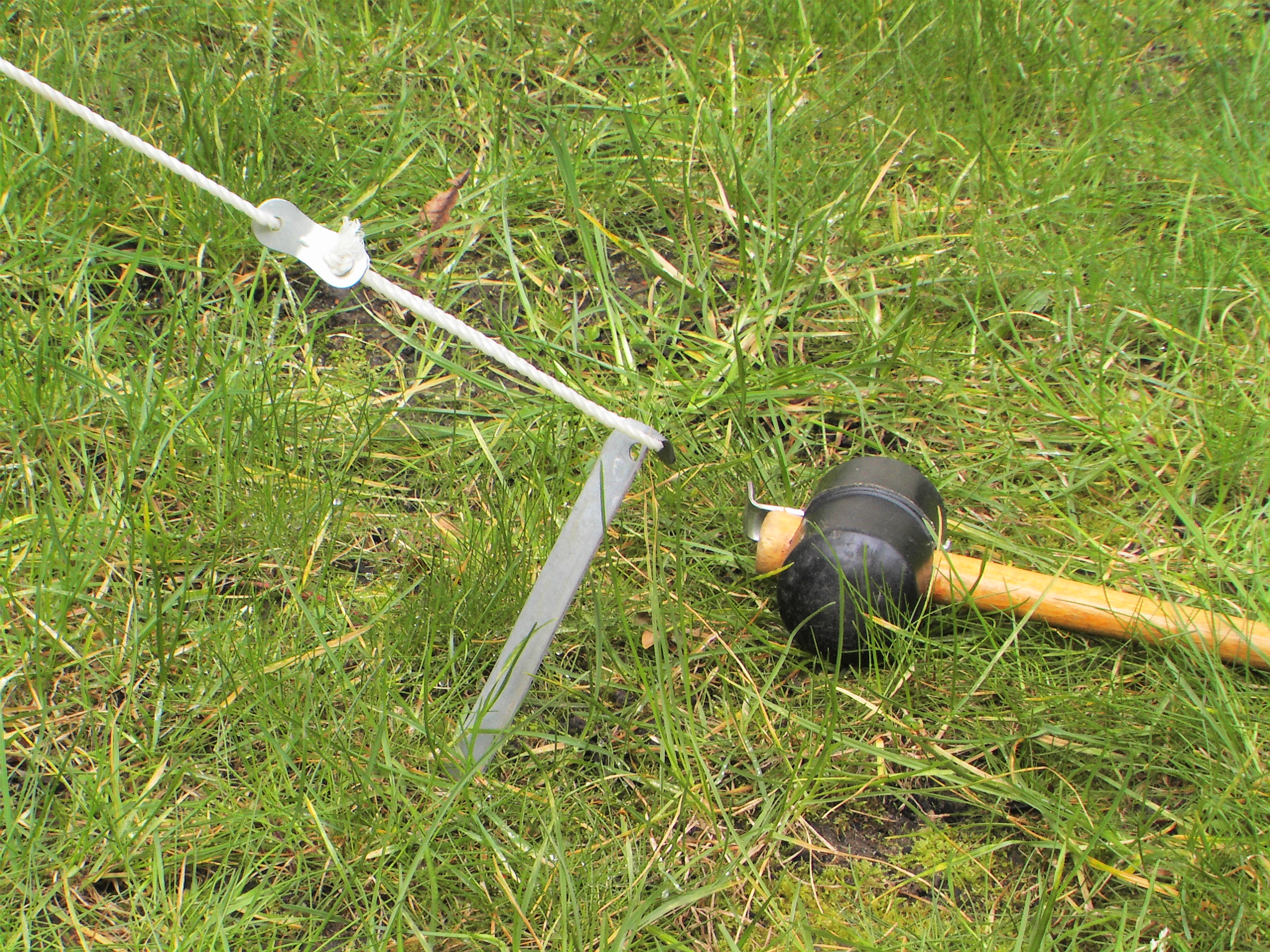
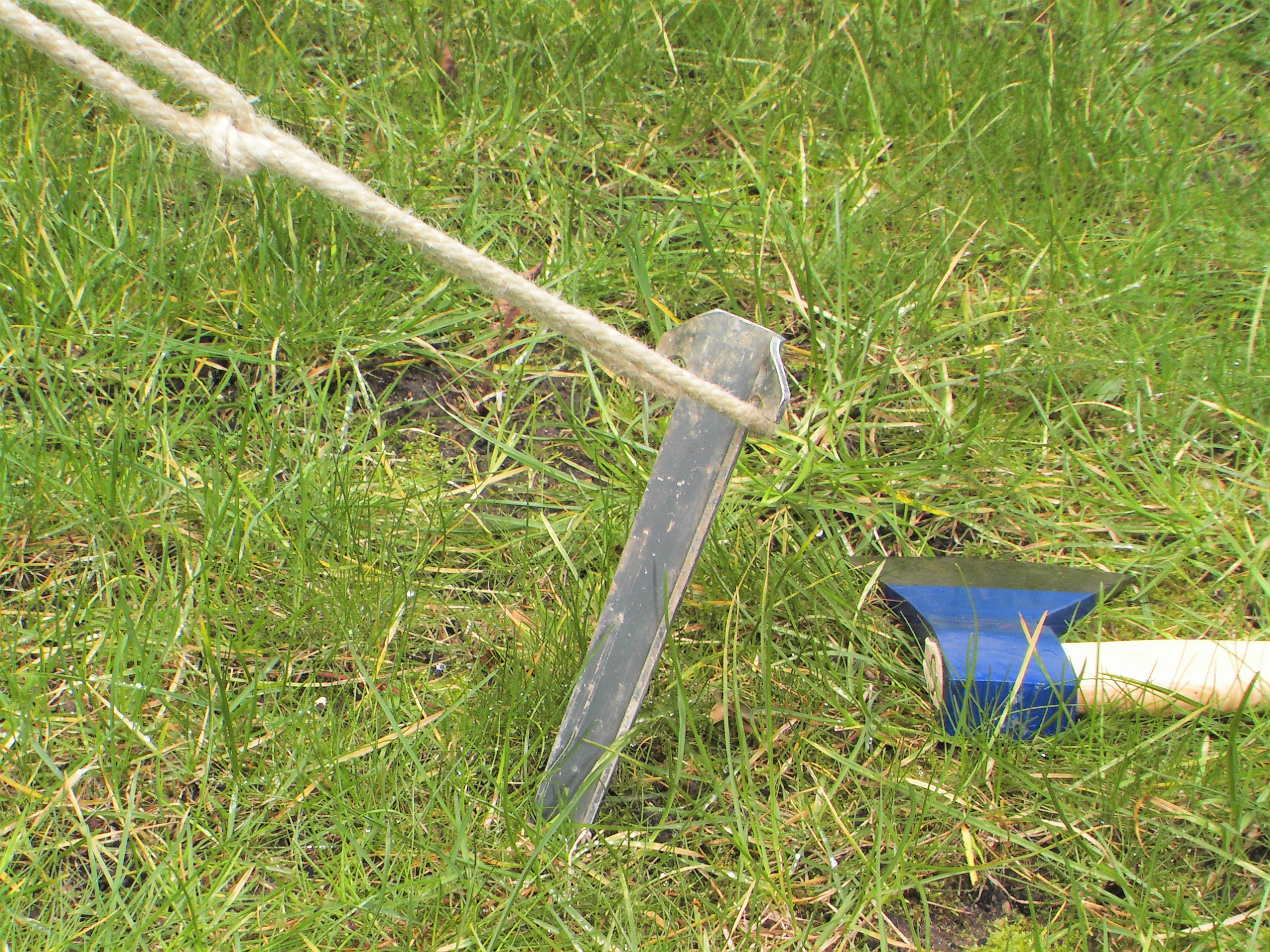
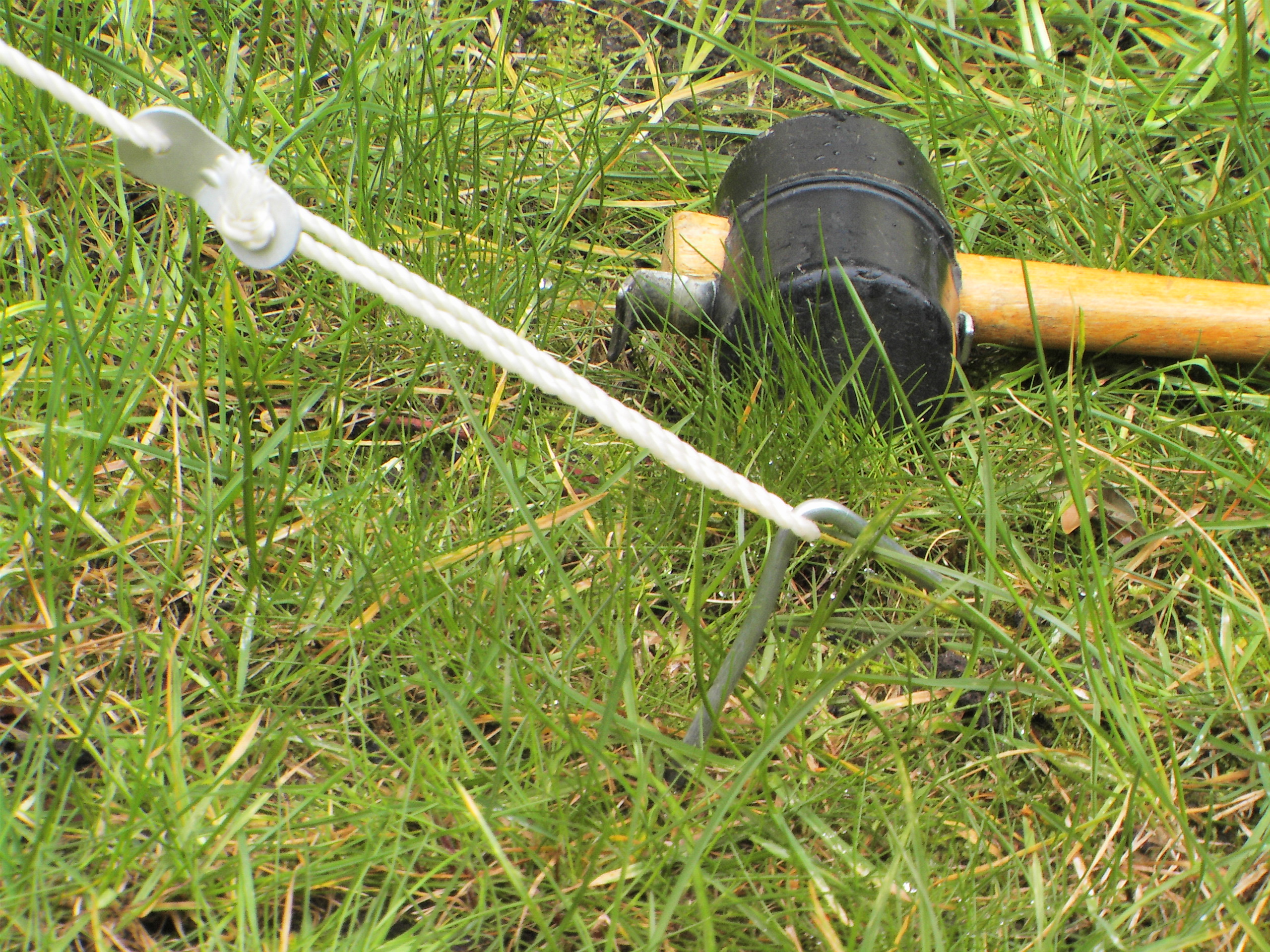